# Superbabies: Baby Geniuses 2
Superbabies: Baby Geniuses 2 es una película cómica estadounidense de 2004 dirigida por Bob Clark y escrita por Gregory Poppen. Secuela de la cinta de 1999 Baby Geniuses, fue protagonizada por Jon Voight, Scott Baio y Vanessa Angel. Superbabies: Baby Geniuses 2 recibió críticas universalmente negativas y a menudo es considerada como una de las peores películas de todos los tiempos. También fue un fracaso de taquilla, ganando menos de la mitad del presupuesto invertido. También fue la última película que Bob Clark dirigió antes de su muerte en 2007.

## Sinopsis
Después de los acontecimientos de la primera película, cuatro bebés pueden comunicarse entre sí utilizando un lenguaje que solo ellos entienden. En esta oportunidad deben detener a Bill Biscane, un malvado que intenta usar un sistema satelital de última generación para controlar a la población mundial lavándoles el cerebro y obligando a la gente a quedarse sentada y ver la televisión el resto de sus vidas.

## Reparto
- Jon Voight es Bill Biscane/Kane.
- Scott Baio es Stan Bobbins.
- Vanessa Angel es Jean Bobbins.
- Skyler Shaye es Kylie.
- Justin Chatwin es Zack.
- Peter Wingfield es Crowe.
- Shaun Sipos es Brandon.
- Thomas Kretschmann es Roscoe.
- Stefanie von Pfetten es Jennifer Kraft.